# Preston Manning
Ernest Preston Manning (Edmonton, 10 de junio de 1942) es un político canadiense retirado. Fundó y lideró el Partido Reformista de Canadá, un partido de derecha que en 2003 se convirtió en el Partido Conservador de Canadá. Manning representó al distrito federal de Calgary Southwest en el parlamento canadiense desde 1993 hasta su retiro en 2002, fue el líder de la oposición de 1997 a 2000.
Nacido en Edmonton, Alberta, Manning es hijo de Ernest Manning, quien fue premier de dicha provincia por el Partido del Crédito Social. Manning saltó a la fama en 1987, cuando él y otros crearon el Partido Reformista, un partido populista de derecha antiestablishment que obtuvo su primer escaño en 1989 y tenía una base regionalista en el oeste de Canadá. El partido fue bastante exitoso en las elecciones de 1993, donde ganó 52 escaños, reemplazando así al Partido Conservador Progresista como el partido más grande de la derecha canadiense. En las elecciones de 1997 el partido incrementó su control legislativo a 60 escaños, lo que hizo a Manning el líder de la oposición oficial. En 2000, el Partido Reformista fue sucedido por el partido Alianza Canadiense. Ese mismo año Manning perdió el liderazgo de dicho partido, siendo derrotado por Stockwell Day. Manning se mantuvo en el parlamento hasta que se retiró de la política en 2002.
Manning ha sido llamado el "padre del conservadurismo canadiense moderno", y sigue participando en la política del Partido Conservador.